# Rustroff
Rustroff é uma comuna francesa na região administrativa de Grande Leste, no departamento de Mosela. Estende-se por uma área de 3,23 km². Em 2010 a comuna tinha 624 habitantes (densidade: 193,2 hab./km²).